# Carsten Uwe Wieland
Carsten Uwe Wieland (* 30. Juni 1965 in Siegen; † 26. August 2024 in Essen) war ein deutscher Grafikdesigner, Spiele-Erfinder, Buchautor und Aquarell-Maler.

## Leben
Bekannt für seine Kreativität und Offenheit, hat er mit seinen Werken und seinem Engagement viele Menschen inspiriert, so dass seine Kunst auch weiterhin Betrachter in ihren Bann zieht.
Einem breiteren Publikum bekannt wurde Wieland in den 1990er Jahren vor allem durch PC-Spiele wie WET: The Sexy Empire, Bazooka Sue oder Chewy: Esc von F5. Der Erfolg seiner erotischen Spiele um die Figur Lula „bereiteten den Boden für den späteren Börsengang des Karlsruher Publishers CDV“.
In seiner späteren Schaffensphase widmete er sich vollständig der Aquarellmalerei, mit der er in der internationalen Aquarell-Gemeinschaft Anerkennung fand und für die er sich sowohl in Deutschland als auch international engagierte.
Carsten Wieland wurde am 30. Juni 1965 als ältestes Kind eines Erziehers und einer Steuerfachangestellten in Siegen geboren. Nach Schulzeit in Geseke und später in Essen sowie anschließendem Zivildienst studierte er Grafik-Design an der GHS Essen (heute Universität Duisburg-Essen). Nach ersten lukrativen Aufträgen Ende der 1980er und Anfang der 1990er Jahre zog er nach Hamburg. Dort arbeitete er viele Jahre als Spiele-Entwickler, widmete sich aber immer auch anderen kreativen Projekten. So veröffentlichte er 2010 gemeinsam mit dem Star-Club Mitgründer Horst Fascher den Bildband „The Guy who brought…“ über die Anfänge der Beatles und das Musikgeschehen der 1960er Jahre in Hamburg.
Im Jahr 2011 kehrte Wieland aus Hamburg zurück in seine Heimatstadt Essen. Viele Jahre kämpfte er mit psychischen Erkrankungen, bevor er sich am 26. September 2024 im Alter von 59 Jahren das Leben nahm.

## Werk
Frühe Karriere - Comics: Wieland begann seine Karriere nach einem Grafikdesign-Studium an der GHS Essen in den 1980er Jahren als Comic-Künstler. 1988 entwarf er das Maskottchen für Frank Elstners Samstagabendshow „Nase vorn“, die von 1988 bis 1990 im ZDF ausgestrahlt wurde. Wielands Nashorn-Figuren tauchten mit kleinen Animationen in der TV-Show sowie als Comic Strips in der Zeitschrift Freizeit Revue auf. Zeitweise waren sie auch als Merchandising-Artikel erhältlich.
Ab 1991 arbeitete Wieland als freiberuflicher Grafiker und Illustrator für Trickfilm, Comic und Game-Design. Ein Meilenstein war sein Beitrag zur Comic-Reihe Schwermetall, in der 1991 ein komplettes Album von ihm erschien.
Videospielindustrie: In den 1990er Jahren wandte sich Wieland der Videospielindustrie zu. Als Mitgründer von New Generation Software erlangte er Bekanntheit mit dem Spiel „Wet: The Sexy Empire“. Wieland war Mitbegründer weiterer Firmen wie Redfire Software und Grasland Productions, die sich ebenfalls auf Games spezialisierten – oft mit einem erotischen Schwerpunkt. Zu seinen bekanntesten Spielen gehören „Bazooka Sue“, „Cliff Danger“ und „Chewy: Esc from F5“.
Wielands typischer Grafikstil prägte eine Vielzahl von Computerspielen. Er war an mehr als 50 Spielen beteiligt und seine Arbeiten reichten von Bestsellern bis zu weniger erfolgreichen Projekten.
Nach seiner Rückkehr nach Essen kehrte Wieland der Gaming-Industrie den Rücken und beschäftigte sich in den Jahren 2011 bis 2014 intensiv mit 3D-Fotografie. Er setzte sich zum Ziel, die weltweit größte 3D-Portrait-Sammlung auf die Beine zu stellen. Großformatige Drucke seiner Fotografien wurden u. a. im Unperfekthaus in Essen ausgestellt.
Aquarellmalerei: Ab 2015, im Alter von 50 Jahren, wandte sich Wieland vollständig der modernen Aquarell-Kunst zu. Ab 2019 folgten diverse Einzelausstellungen. Seine Malereien zeichnen sich durch eine tiefe emotionale und atmosphärische Wirkung aus.
Vielseitigkeit und Einfluss: Verlassene Häuser und Gebäude: Wieland war fasziniert von der Schönheit des Verfalls und der Vergänglichkeit. Seine Darstellungen verlassener Häuser und Gebäude – anfangs vor allem inspiriert vom historischen Distrikt Brush Park in Detroit, Michigan – fangen die melancholische Stimmung und die Geschichten ein, die diese Orte erzählen.
Landschaften: Viele seiner Werke zeigen beeindruckende Landschaften, oft mit einem besonderen Fokus auf das Spiel von Licht und Schatten.
Flüchtigkeit des Augenblicks: Wieland hatte die Fähigkeit, die Flüchtigkeit und Tiefe des Augenblicks in seinen Aquarellen einzufangen. Seine Werke sind oft geprägt von einer intensiven Atmosphäre, die den Betrachter in den Bann zieht. Zugleich sind seine Werke Spiegel seiner Kreativität, eigener Emotionen und Erlebnisse.
Wieland betonte stets die Bedeutung der kreativen Freiheit und des Experimentierens in der Kunst. Er ermutigte andere Künstler, ihre eigene „Handschrift“ zu entwickeln und sich von ihrer Umgebung und ihren Gefühlen inspirieren zu lassen. Nach Ausbruch des Krieges gegen die Ukraine im Februar 2022 engagierte er sich persönlich für Künstler-Kollegen aus der Ukraine.
In der Deutschen Aquarell Gesellschaft DAG war Wieland ebenso aktiv wie in der International Watercolour Society IWS. Seit 2020 war er Country Leader Germany für eines der größten Aquarell-Festivals der Welt, FabrianoInAcquarello. Dort etablierte er unter anderem das internationale Format „Do you speak Watercolour?“.
Neben seiner eigenen schöpferischen Arbeit gab Wieland seine Techniken und Inspirationen in einer Vielzahl von Workshops und Kursen weiter, darunter als Dozent beim Plein Air Festival Kühlungsborn, das er von Anfang an begleitet und mitgestaltet hat. Seine Workshops zählten zu den Höhepunkten des Festivals. Als Lehrer und Mentor veröffentlichte Wieland mehrere Bücher Tutorials und Online-Kurse sowie zahlreiche Life-Painting Videos auf YouTube.
Ein besonderes Anliegen war es Wieland, die Anerkennung für das Aquarell auch in der deutschen Kunstwelt und speziell in seiner Heimat, dem Ruhrgebiet, zu steigern und die weltweite Vernetzung von Aquarellkünstlern zu fördern. Dazu gründete er u. a. den „Aquarell-Club“ im Ruhrgebiet, um Interessierte zu vernetzen und deren Erfahrungsaustausch zu fördern. Stützpunkt dieser Tätigkeit war für ihn das Unperfekthaus in Essen.

## Veröffentlichungen
- mit Horst Fascher: Horst Fascher – The Guy who brought … Hrsg. Ralf Henninger. Art Empire Publishing, Hamburg 2010, ISBN 978-3-9813682-0-8.
- Carsten Wieland (Zeichner), Klaus Wardinski (Text) – Schwermetall präsentiert 45: Will Dunce. Alpha Comic Verlag, Nürnberg, 1986–1998, ISBN 3-89311-178-6
- Carsten Wieland: Aquarell Saison Frühling Vol.1. Hrsg. Carsten Wieland, 2021.
- Carsten Wieland: 2 Minuten Aquarelle: Aquarelle in zwei Minuten malen. Hrsg. Carsten Wieland, 2021.